# Silene ampullata
Silene ampullata är en nejlikväxtart som beskrevs av Pierre Edmond Boissier. Silene ampullata ingår i släktet glimmar, och familjen nejlikväxter. Inga underarter finns listade i Catalogue of Life.